# Eider Gardiazábal
Eider Gardiazábal Rubial (Bilbao, 12 de julio de 1975) es una política socialista española, perteneciente al PSE-PSOE. Es nieta del histórico dirigente socialista Ramón Rubial e hija de la exsenadora socialista por Vizcaya Lentxu Rubial.
Licenciada en Ciencias Económicas, trabajó como administradora financiera y responsable de compras en una empresa privada. De 1999 a 2002 fue secretaria general de las Juventudes Socialistas en Bilbao. En 2004 se convirtió en concejal en el ayuntamiento de Bilbao, permaneciendo en el consistorio hasta 2009.
Avalada por Bárbara Dührkop y Jesús Eguiguren, formó parte de las listas del PSOE en las elecciones al Parlamento Europeo de 2009 y fue elegida diputada. Formó parte de la Comisión de Presupuestos.
El 9 de marzo de 2011 fue protagonista de una controversia al publicarse en el diario News of the World una foto suya donde se la veía fichando un viernes en el Parlamento Europeo (solo hay sesión hasta el jueves) y marcharse inmediatamente, por lo que fue acusada de haber ido al Parlamento solo a fichar para poder cobrar las dietas. Gardiazábal explicó que había tenido que quedarse hasta tarde el día anterior y pernoctar en Bruselas, lo que la habilitaba, según el reglamento del parlamento, para cobrar las dietas del día siguiente.
Volvió a formar parte de la candidatura del PSOE en las europeas de 2014, resultando reelegida. Pertenece al Grupo de la Alianza Progresista de Socialistas y Demócratas y, en la legislatura 2014-2019, formó de nuevo parte de la Comisión de Presupuestos. Actualmente es miembro de la Comisión de Presupuestos y miembro de la Delegación en la Comisión Parlamentaria de Cooperación UE-Rusia. 
Preside la Fundación Ramón Rubial.